# Немченко, Олег Владимирович
Олег Владимирович Немченко (22 ноября 1974, Доможаков, Усть-Абаканский район, Хакасская АО, РСФСР, СССР) — российский и черногорский борец греко-римского стиля, призёр чемпионата Европы, обладатель Кубка мира.

## Карьера
Борьбой начал заниматься с 1985 года. Выступал за СКА (Красноярск), под руководством заслуженный тренер России Геннадия Боргоякова и заслуженного тренер РСФСР Михаила Гамзина. В июле 1994 года в Стамбуле стал бронзовым призером чемпионата Европы среди молодёжи. В 1995 году в Барнауле стал серебряным призером чемпионата России. В ноябре того же года одержал победу на Кубке мира в немецком Шифферштадте, а в команде стал серебряным призёром. В ноябре 1996 года в Тегеране на Кубке мира завоевал серебряную медаль как в индивидуальном, так и в командном зачёте. В апреле 1997 года в финской Коуволе стал бронзовым призёром чемпионата Европы. В 2000 году в Воронеже стал чемпионом России. В сборной команде России с 1995 по 2003 год. После этого в течение нескольких лет участия в международных турнирах не принимал. В 2008 году выступал за сборную Черногории, надеясь попасть на Олимпийские игры в Пекине, но на Олимпиаду не пробился, заняв низкие места на олимпийских квалификационных турнирах, а на чемпионате Европы 2008 года в финском Тампере в составе Черногории занял 17 место. В том же году завершил спортивную карьеру.
В 1995 году окончил Омскую академию физической культуры и спорта. После окончания спортивной карьеры перешёл на тренерскую работу. С 1994 по 1997 годы – спортсмен-инструктор школы высшего спортивного мастерства Красноярского краевого спортивного комитета; с 1997 года - спортсмен-инструктор Министерства по физической культуре и спорту Республики Хакасия.

## Спортивные результаты
- Чемпионат России по греко-римской борьбе 1995 — ;
- Кубок мира по борьбе 1996 — ;
- Кубок мира по борьбе 1996 (команда) — ;
- Кубок мира по борьбе 1997 — ;
- Кубок мира по борьбе 1997 (команда) — ;
- Чемпионат Европы по борьбе 1997 — ;
- Чемпионат России по греко-римской борьбе 2000 — ;
- Чемпионат России по греко-римской борьбе 2001 — ;